# Tranquebar
Tharangambadi ou Tranquebar (en tamoul : தரங்கம்பாடி ; en norvégien et en danois : Trankebar, /ˈtsʰʁɑŋkəˌpɑˀ/) est une ville indienne située dans l’État du Tamil Nadu. Elle fut une colonie danoise de 1620 à 1845 (excepté de 1801 à 1814 où elle subit l’occupation anglaise en raison de l’alliance du Danemark avec la France napoléonienne), date à laquelle elle fut vendue au Royaume-Uni.

## Situation
Tharangambadi est située dans le district de Mayavaram (Mayiladuthurai), à 15 kilomètres au nord de la ville de Kârikâl, dans le delta du fleuve Kâverî. La commune est à l'embouchure du défluent Uppanar.

## Histoire
Trankebar a été fondée par la Compagnie danoise des Indes orientales en 1620, avec la construction du fort, à proximité d'un village de pêcheurs nommé Tharangambadi (« l'endroit où chantent les vagues » en tamoul). Un comptoir commercial danois a ouvert peu de temps après, en échange d'un loyer annuel de 3 111 roupies payé au rajah Raghunatha Nayak (en) de Tanjore. Le comptoir était notamment actif dans le commerce du poivre.
En 1706, la ville accueille les premiers missionnaires protestants d’Inde : deux luthériens allemands, Bartholomäus Ziegenbalg et Heinrich Plütschau. Ils traduisent la Bible dans la langue locale, le tamoul, puis en hindoustani. Deux églises sont construites en 1701 et 1718.
Les Britanniques contrôlent la ville en 1801, la flotte danoise étant malmenée par eux à l’occasion des guerres napoléoniennes qui se déroulent en Europe ; Tranquebar redevient danoise en 1814 à la signature du traité de Kiel. La ville est finalement vendue en 1845 à la Grande-Bretagne, ainsi que les autres colonies danoises des Indes, comme Serampore. Le port de la ville a perdu de son importance à l’arrivée du train à Negapatnam en 1861, et l'essor de Madras (siège des britanniques) en tant que principale cité portuaire de la Côte de Coromandel.
En 1926, une ligne ferroviaire de 30 km entre Tranquebar et Mayavaram est créée. Elle a été opérationnelle jusqu'en 1987. Des pourparlers existent en faveur de la réouverture et la mise aux normes de ce tronçon abandonné.    
Pour le tourisme, on a restauré les églises, le fort (en 2002), les portes de la ville.
Le tsunami de décembre 2004 a ravagé la ville, faisant de nombreuses victimes et des dégâts matériels importants.

## Démographie
Selon le recensement indien de 2001, Tharangambadi compte 20 841 habitants, dont 52 % de femmes et 48 % d’hommes. La population est composée à 10 % d’enfants de moins de 6 ans.
Elle a un taux d’alphabétisation de 74 % (69 % pour les femmes et 79 % pour les hommes), supérieur à la moyenne nationale de 59,5 %.

## Fort Dansborg
Le fort Dansborg, fondé par les Danois, est le monument le plus célèbre de Tranquebar. Il a été construit en 1620, par l’amiral danois Ove Gjedde, et a servi de résidence au gouverneur et aux autres officiers pendant près de 150 ans. Il sert à présent de musée, abritant les traces de l’occupation danoise dans la région.

## Galerie

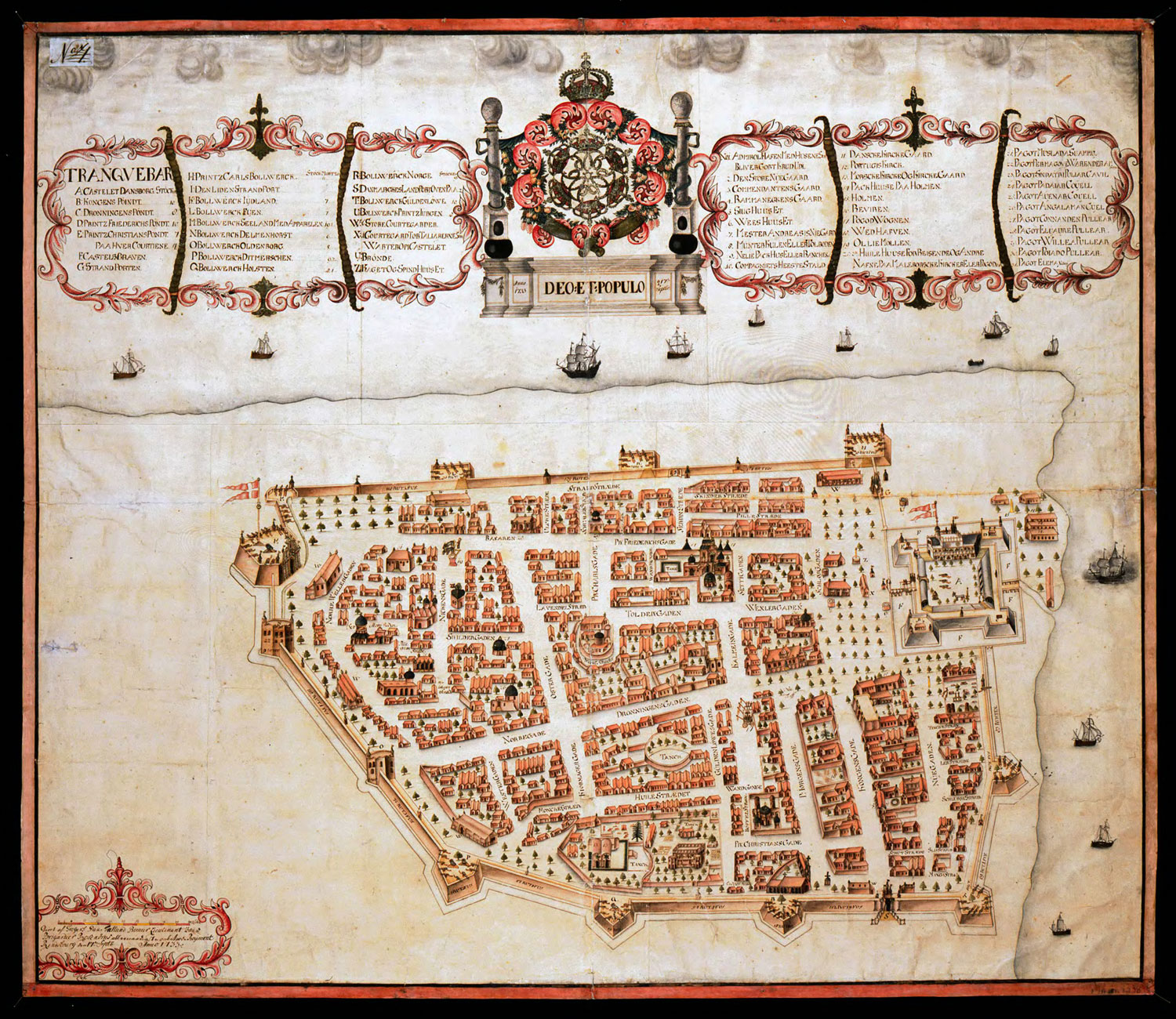
Carte de Tranquebar en 1733.
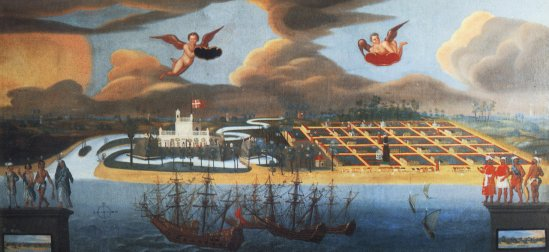
Peinture du XVIIe siècle, représentant Tranquebar. Original conservé à Skokloster, en Suède.
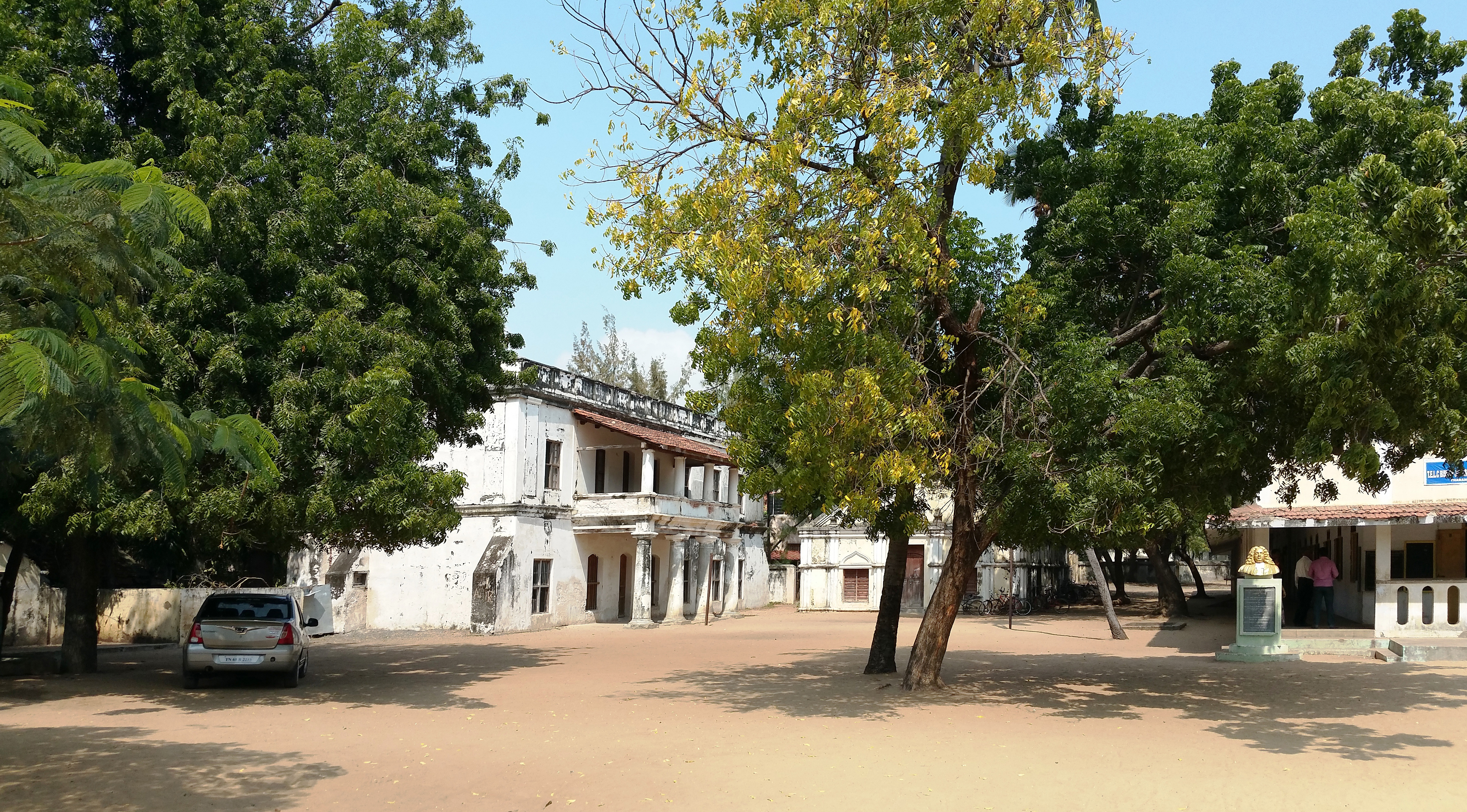
La maison de Bartholomäus Ziegenbalg, aujourd'hui transformée en musée.
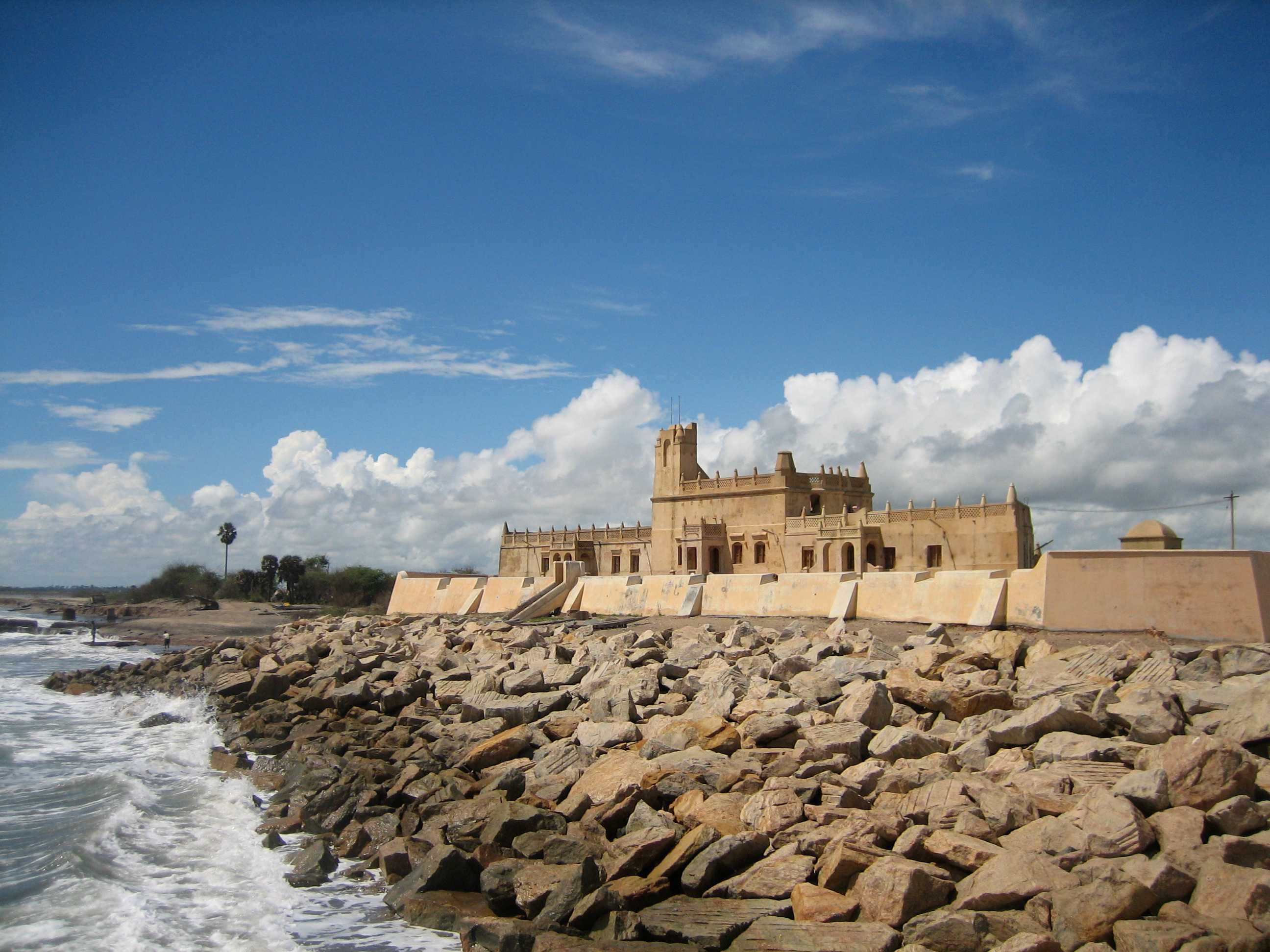
Le Fort Dansborg témoigne de l'érosion littorale.
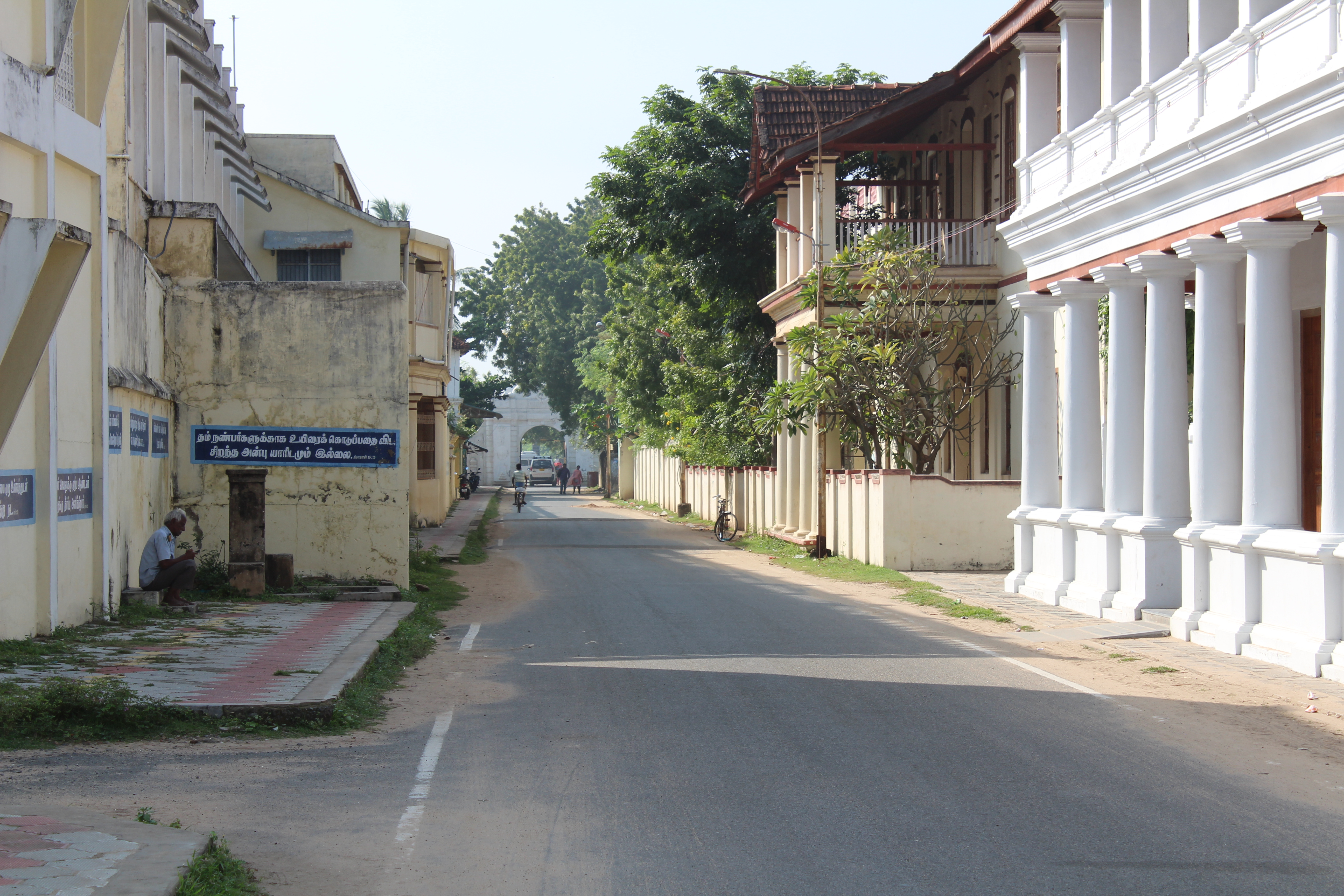
King's Street (Kongensgade), en perspective la Porte de ville.
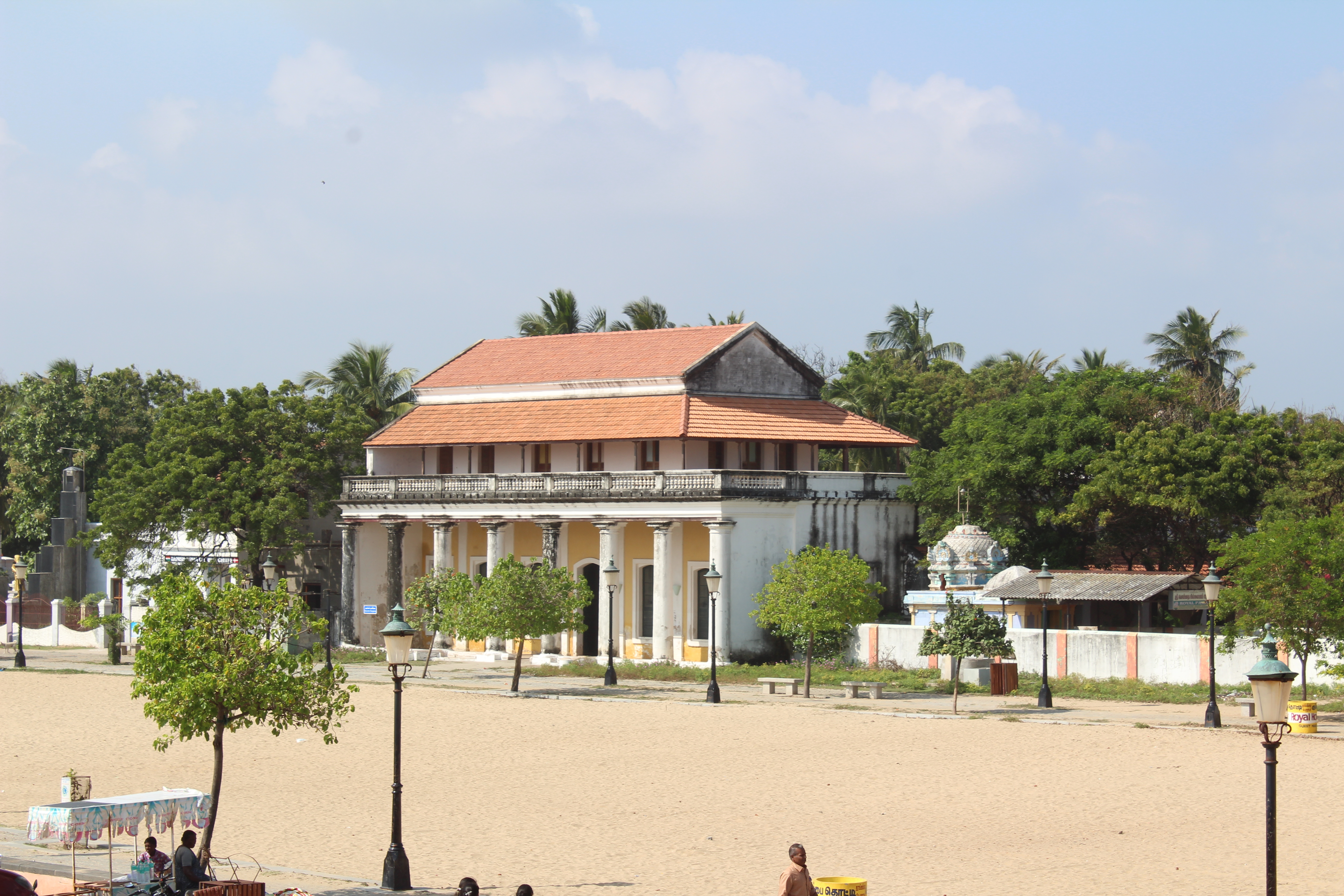
Résidence du gouverneur danois, sur le Parade Ground (Paradepladsen).
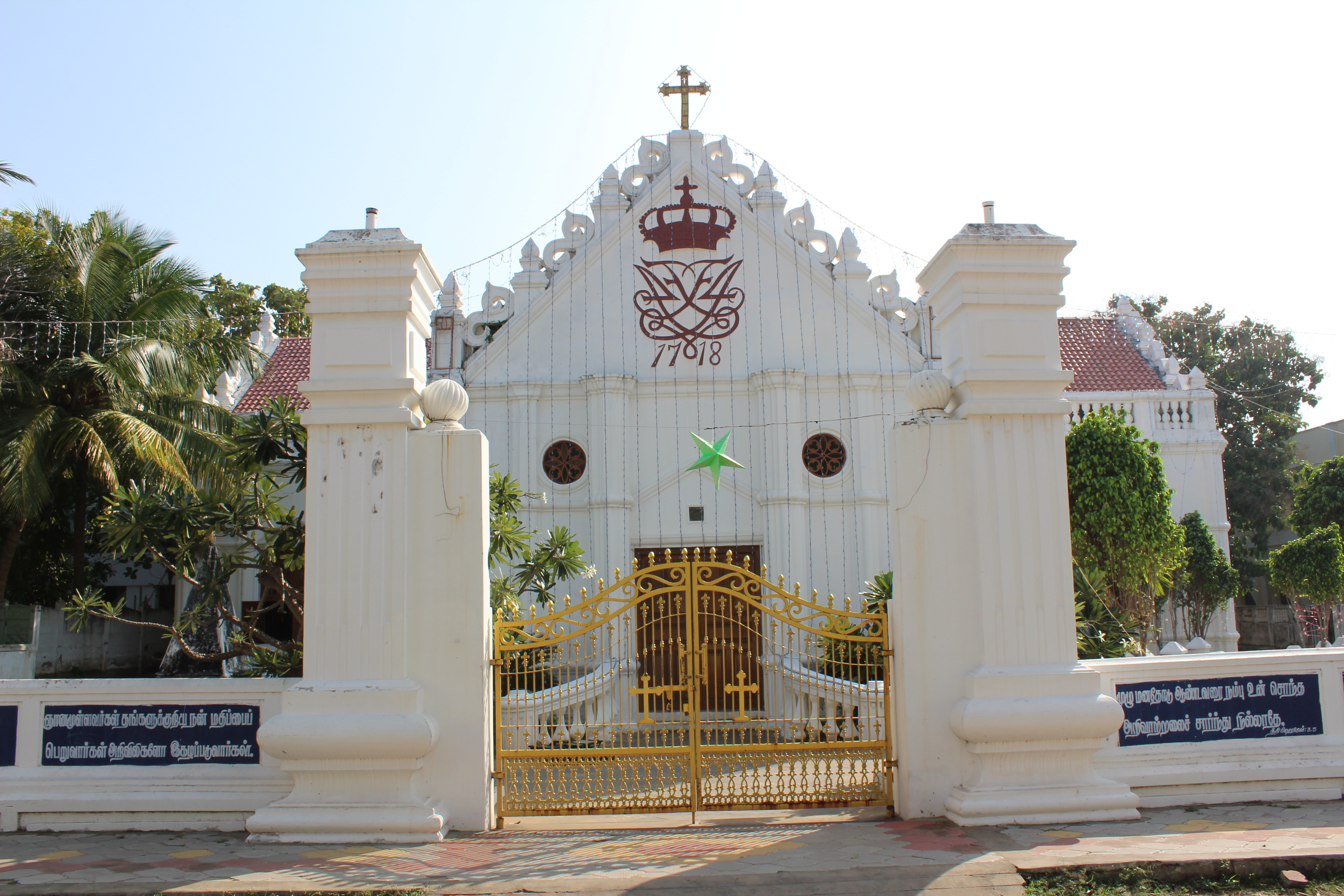
L'église de la Nouvelle-Jérusalem, ornée du monogramme de Frédéric IV.
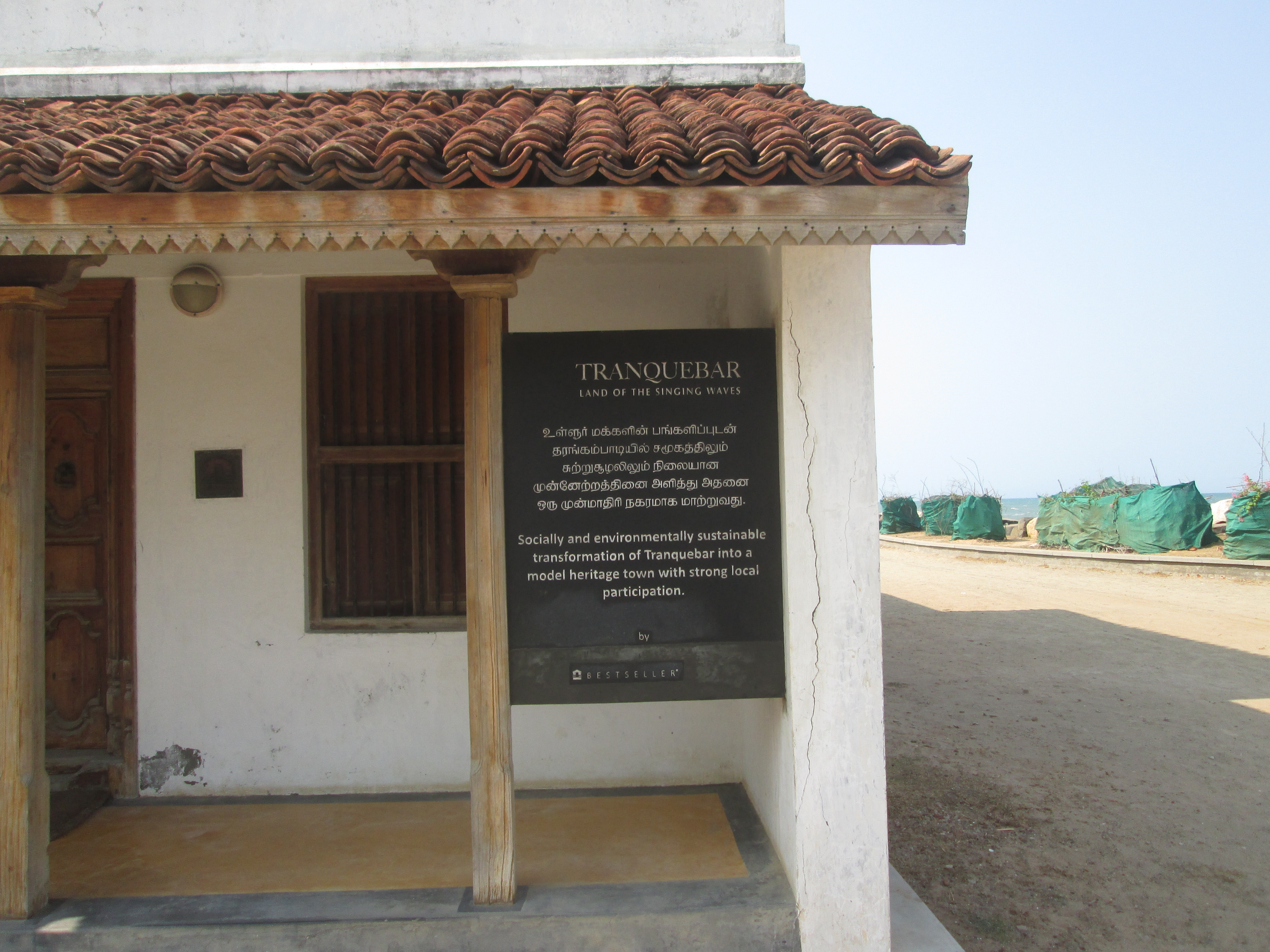
Porche d'une maison restaurée de style autochtone.